# متلازمة الانسداد المعوي الأقصى
متلازمة الانسداد المعوي الأقصى (اختصارًا DIOS) هي انسداد للجزء البعيد الأقصى من الأمعاء الدقيقة بسبب سمك المحتوى المعوي , وتحدث في حوالي 20% من الأفراد البالغين المصابين بالتليف الكيسي. وقد كانت تعرف (دي آي أو إس) باسم مكافئ العِلوص العقي , وهو الاسم الذي يميز تشابهه مع الانسداد المعوي الذي يظهر عند الأطفال حديثي الولادة المصابين بالتليف الكيسي. تميل (دي آي أو إس) إلى الحدوث عند كبار السن المصابين بقصور البنكرياس, وقد يكون الأشخاص المصابين بـ(دي آي أو إس) عرضة للإصابة بانسداد الأمعاء على الرغم أنها كيان منفصل عن الإمساك الحقيقي.

## العلامات والأعراض
تشمل علامات وأعراض (دي آي أو إس) ظهور مفاجئ لألم بطني ماغص وقيء وكتلة محسوسة (غالباً في الربع السفلي الأيمن) من البطن, ميزة هذا الألم وقوعه عادةً في المنتصف أو في الربع السفلي الأيمن من البطن. وقد تكشف الأشعة السينية للبطن عن البراز في القولون ومستويات السوائل والهواء في الأمعاء الدقيقة.

## التشخيص
يمكن أن يكون التاريخ المرضي الكامل والفحص الجسدي تشخيصاً كافياً, خاصة عند وجود كتلة محسوسة في الربع السفلي الأيمن من البطن ( رغم أن هذه الكتلة قد تكون حاضرة حتى في غياب (دي آي أو إس)). يمكن للتصوير بالموجات فوق الصوتية والتصوير المقطعي المحوسب(سي تي) للبطن تأكيد التشخيص من خلال إظهار ثنيات متوسعة من الأمعاء مع وجود مادة وفقاعات في تجويف الأمعاء. ويمكن رؤية مستويات السوائل والهواء في المصابين بـ(دي آي أو إس).

## التصنيف
تصنف أحياناً (دي آي أو إس) وفقاً لدرجة الانسداد إلى متلازمة الانسداد المعوي الأقصى الكامل أو متلازمة الانسداد المعوي الأقصى الغير كامل.

### التشخيصات المحتملة
تشمل التشخيصات الإضافية والتي قد تظهر أعراض مشابهة لأعراض (دي آي أو إس) الإمساك الحاد والزائدة الدودية والانغلاف المعوي.

## الطرق العلاجية
يتم بشكل عام التفريق بين (دي آي أو إس) والإمساك بواسطة وحدة متخصصة لعلاج التليف الكيسي. يعد الترطيب الكافي والنظام القوي للملينات أمراً ضرورياً لعلاج (دي آي أو إس) والوقاية منه. يفضل استخدام الملينات الإسموزيه مثل غليكول بولي إيثلين. يميل الأفراد المعرضون لـ(دي آي أو إس) إلى التعرض لخطر النوبات المتكررة, وهو ما يتطلب علاجاً وقائياً باستبدال الإنزيم البنكرياسي والترطيب والملينات(إذا كانت الأعراض خفيفة).
وقد وجد أن تقطير الصبغة في القولون/المعي اللفائفي عن طريق الفم تحت المراقبة الإشعاعية يقلل من الحاجة إلى التدخل الجراحي.